# Калинина (Ленинское сельское поселение)
Калинина — деревня в Кудымкарском районе Пермского края. Входила в состав Ленинского сельского поселения. Располагается южнее от города Кудымкара. Расстояние до районного центра составляет 62 км. По данным Всероссийской переписи населения 2010 года, в деревне проживало 40 человек (14 мужчин и 26 женщин).

## История
По данным на 1 июля 1963 года, в деревне проживал 61 человек. Населённый пункт входил в состав Полвинского сельсовета.